# 所沢道
所沢道（所澤道）（ところざわみち）は、江戸方面と所沢（現在の埼玉県所沢市）との間を結んでいた古道の一つ。所沢側では江戸道とも呼ばれた幾つかある道の一つであった。

## 概要
経路は、通過する現在の自治体名で言えば東京都中野区で青梅街道から分岐し、杉並区、練馬区、西東京市、埼玉県新座市、東京都東久留米市、埼玉県新座市、東京都清瀬市を経て、埼玉県所沢市に達するものである。
江戸時代に成立した『新編武蔵風土記稿』に、「中野村追分」（現在の東京都中野区本町・青梅街道鍋屋横丁付近）を江戸方面側の起点とし、「所澤ヘノ道」として記述があることから、それ以前には既に道としての往来があったものと考えられている。所沢から先は秩父往還道に接続していたともいわれる。
明治以降では、『豊嶋郡誌』に所沢道の記載が見える。起点は「東京市小石川区小日向」と、『新編武蔵風土記稿』の記述とは異なるものの、「豊多摩郡の北部を走りて、同郡井荻村より本郡石神井村に来り、同村の中腹を東西に貫きて、大泉村の南端より北多摩郡保谷村に去り、進んで埼玉県所沢町に達す」と、経路は踏襲している。

## 経路
現在、経路を中野区側から所沢市側へ辿ると、おおよそ次のようになる。
中野区鍋屋横丁 - 大和陸橋
中野区本町の鍋屋横丁付近（東京メトロ丸ノ内線新中野駅付近）で青梅街道から北西へ分岐し、しばらく行くと南から合流した中野通りとなる。北上して中野五差路交差点からは、中野駅南口へ直通する道ではなく、その一本西側の坂道を入る。北上するとJR中央線の線路に突き当たり、現在ではここで一旦中断する。JR中央線の北側、杉並区高円寺北一丁目付近から道が再開し、環七通り大和陸橋付近に達する。
大和陸橋 - 保谷駅
大和陸橋付近からは早稲田通り（旧称：大場通り）となる。これを西へ進み、本天沼二丁目交差点からは北上する旧早稲田通りとなる。妙正寺川を松下橋で渡り、西武新宿線下井草駅西側の踏切を過ぎ、杉並区立八成（はちなり）小学校の前で新青梅街道と交差。その先の千川通りとの交差点名「八成橋」は、千川上水（現在は暗渠）に架かっていた所沢道の橋の名である。環八通りを越え、石神井川を豊島橋で渡り、豊島橋交差点から西へ。練馬区立石神井小学校の北側を過ぎ、三宝寺の前から坂道を進み、西武バス上石神井営業所付近で富士街道と交差。練馬区立大泉第二小学校の西側を通り、西武池袋線保谷駅の南側に突き当たる。ここでも線路で道が分断されている。
保谷駅 - 清瀬郵便局
保谷駅の北側からは拡幅された新道が別にできているが、旧道は住宅街の細い街路となっている。埼玉県新座市に入り、栗原三丁目と六丁目との境界の道を進み、都県境となっている神宝大橋で黒目川を渡り、東京都東久留米市に入る。金山森の広場北側の坂道を進み、再び埼玉県新座市に入って新堀で野火止用水を渡る。再び都県境を越えて東京都清瀬市に入り、西武池袋線清瀬駅北側付近に達する。元町二丁目交差点で南から合流してくる小金井街道となり、清瀬郵便局前で志木街道と交差する。
清瀬郵便局 - ところバス「東町」バス停付近
小金井街道となった所沢道は、柳瀬川を清瀬橋で渡って埼玉県所沢市に入る。愛宕山交差点で埼玉県道所沢青梅線が合流。しばらく西へ進む。西武バス東中学校入口バス停付近（所沢市上安松）からは、ここで県道から北西へ分岐する街路が「江戸道」と推定されており、「上安松東」交差点のコンビニエンスストア裏の細い路地を進む。牛沼地区の南側から市民医療センターの北側を通り、西武新宿線の踏切を渡って、ファルマン通り交差点の東側、ところバス「東町」バス停付近にて再び小金井街道に接続する。

## 現在
現在は東京都道・埼玉県道4号東京所沢線の西東京市田無町一丁目交差点より都県境までの区間が「所沢街道」と呼ばれる。
旧来の所沢道はその大部分が都県道となっており、ほぼ比定される道路は次の通りである。
- 東京都道420号鮫洲大山線（中野通り） - 中野五差路交差点までの一部区間。
- 東京都道・埼玉県道25号飯田橋石神井新座線（早稲田通り・旧早稲田通り） - 中野区・大和陸橋 - 新座市栗原付近。
- 東京都道・埼玉県道24号練馬所沢線（小金井街道） - 新座市栗原付近 - 所沢市上安松・西武バス東中学校入口バス停付近。
ところバス「東町」バス停付近 - ファルマン通り交差点。
- 埼玉県道・東京都道179号所沢青梅線 - 所沢市愛宕山交差点から県道6号と重複（都市計画道路東京狭山線開通以前までは、都道・県道24号と重複）。